# Traunreut
Traunreut é um município da Alemanha, situado no distrito de Traunstein, no estado da Baviera. Tem 45,05 km² de área, e sua população em 2019 foi estimada em 20.931 habitantes.